# Diều hâu bán cổ áo
Accipiter collaris là một loài chim săn mồi trong họ Accipitridae. Tên thường gọi là Accipiter collaris, nó là loài chị em với loài diều hâu nhỏ ("A." superciliosus).